# Xestiodion pictipes
Xestiodion pictipes là một loài bọ cánh cứng trong họ Cerambycidae.